# FRM II
La Fuente de neutrones de investigación Heinz Maier-Leibnitz (Forschungsreaktor München II o FRM II) (nombre completo en alemán: Forschungs-Neutronenquelle Heinz Maier-Leibnitz) es un importante reactor de investigación alemán, que se utiliza como fuente de neutrones. Su nombre se debe al físico Heinz Maier-Leibnitz, quien había llevado a cabo un programa de investigación de gran éxito en su instalación predecesora, el reactor FRM I. Operado por la Universidad Técnica de Múnich, el reactor está ubicado en su campus de Garching.

## Características

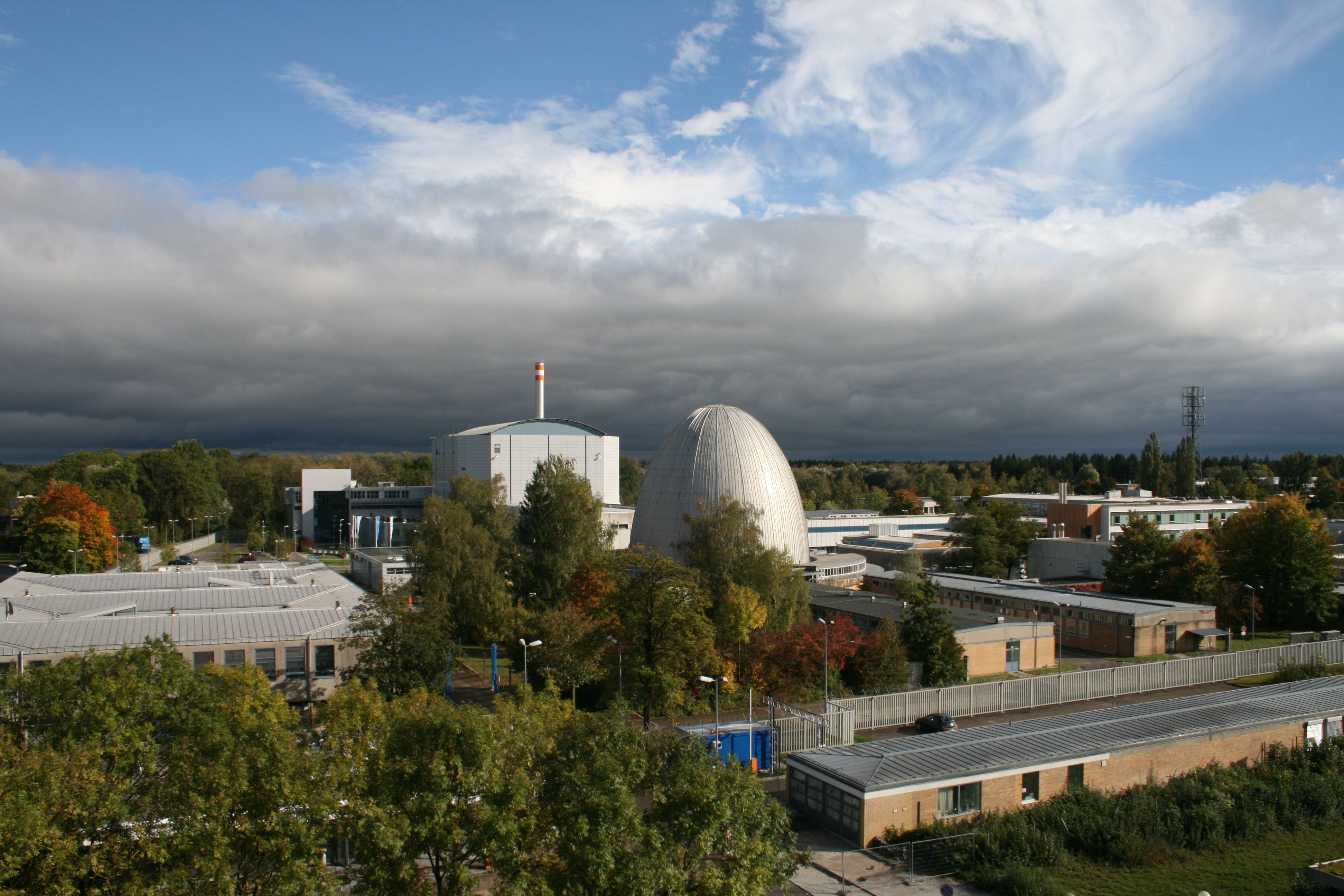
Reactores de investigación Múnich I (primer plano) y II (al fondo)

El FRM II está ubicado en las inmediaciones del FRM I, en el campus universitario y de investigación cerca de Garching bei München (18 km al norte de Múnich). Es operado por la Universidad Técnica de Múnich. Varias otras universidades e instituciones de investigación participan en el uso científico de las instalaciones.
El reactor fue construido por Siemens AG. Entró en estado crítico el 2 de marzo de 2004 y alcanzó la potencia máxima de 20 MW el 24 de agosto. Desde abril de 2005 se encuentra en funcionamiento regular. Su calendario de actividad comprende cuatro ciclos por año de 60 días cada uno.
El uranio altamente enriquecido en un elemento combustible de dispersión de siliciuro de uranio y aluminio de alta densidad produce una excelente relación entre flujo de neutrones y potencia térmica. Un moderador de deuterio líquido ("fuente fría") proporciona una densidad de flujo de neutrones fríos líder en el mundo.

## Uso
El FRM II está optimizado para experimentos de dispersión de neutrones en tubos de haz y guías de neutrones. Además, hay instalaciones de irradiación, por ejemplo para producir radioisótopos de uso médico (como el Lu-177), y una instalación de tratamiento de tumores.
Los más de 25 instrumentos científicos son operados por diferentes cátedras de la Universidad Técnica de Múnich, otras universidades, el Centro Helmholtz y el Instituto Max Planck. El Centro Jülich para la Ciencia de Neutrones (JCNS) del Forschungszentrum Jülich dispone de su propia estación remota en el FRM II. Cada instrumento ofrece 2/3 de su tiempo de haz a científicos de todo el mundo. El 30 por ciento está previsto para uso industrial.